# 水踰駅
水踰駅（スユえき）は、大韓民国ソウル特別市江北区水踰洞にある、ソウル交通公社4号線の駅。駅番号は414。江北区庁（カンブククチョン）という副駅名がある。

## 歴史
- 1985年4月20日 -  - ソウル特別市地下鉄公社（当時）4号線の駅として開業。
- 2005年1月1日 - ソウル特別市地下鉄公社がソウルメトロに改称。
- 2017年5月31日 - ソウルメトロとソウル特別市都市鉄道公社が統合され、ソウル交通公社の駅となる。

## 駅構造

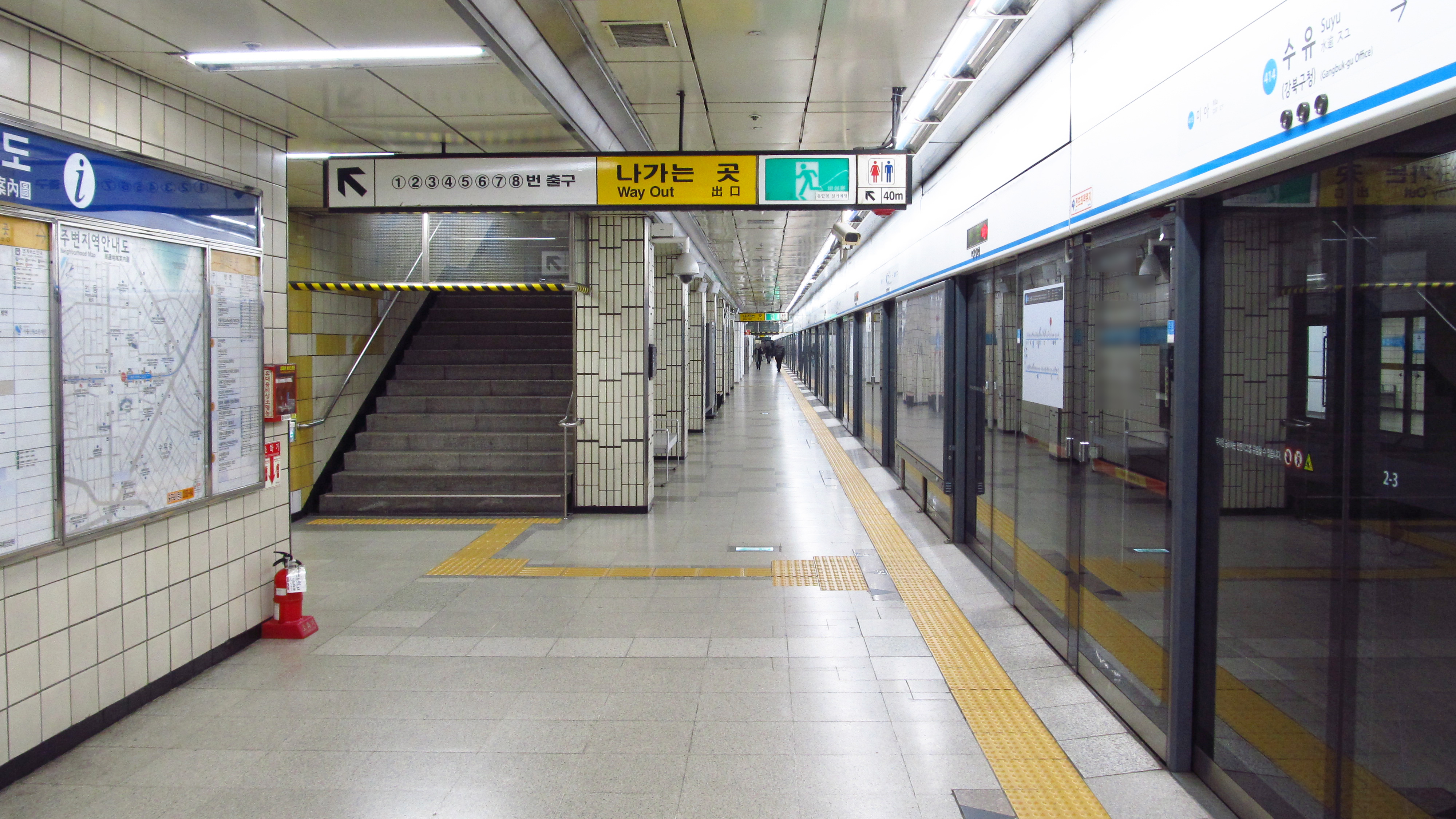
ホーム（2018年11月撮影）

相対式ホーム2面2線を有する地下駅で、フルスクリーンタイプのホームドアが設置されている。
改札口は双門寄り（北東側）と弥阿寄り（南西側）の2ヶ所ある。2010年5月29日より改札口の設置場所が変わって上下ホーム別々に設置され、改札内でのホーム間の移動はできなくなった。化粧室は改札外に1ヶ所ある。
出入口は1番から8番までの合計8ヶ所ある。

### のりば
- のりばの番号は存在しない。

| 上り | 4号線 | 双門・倉洞・蘆原・仏岩山方面     |
| 下り | 4号線 | ソウル駅・舎堂・衿井・烏耳島方面 |

## 利用状況
近年の一日平均利用人員推移は下記のとおり。
| 路線  | 路線     | 2000年 | 2001年 | 2002年 | 2003年 | 2004年 | 2005年 | 2006年 | 2007年 | 2008年 | 2009年 | 出典  |
| ----- | -------- | ------ | ------ | ------ | ------ | ------ | ------ | ------ | ------ | ------ | ------ | ----- |
| 4号線 | 乗車人員 | 48,363 | 51,210 | 51,110 | 49,987 | 49,841 | 47,514 | 46,656 | 46,239 | 45,530 | 45,388 | [ 1 ] |
| 4号線 | 降車人員 | 44,647 | 46,359 | 46,290 | 46,852 | 47,193 | 46,149 | 45,578 | 44,644 | 43,874 | 43,922 | [ 1 ] |
| 4号線 | 乗降人員 | 93,010 | 97,569 | 97,399 | 96,839 | 97,034 | 93,663 | 92,234 | 90,883 | 89,405 | 89,310 | [ 1 ] |
| 路線  | 路線     | 2010年 | 2011年 | 2012年 | 2013年 | 2014年 | 2015年 |        |        |        |        | [ 1 ] |
| 4号線 | 乗車人員 | 45,979 | 46,457 | 45,815 | 46,447 | 46,901 | 46,855 |        |        |        |        | [ 1 ] |
| 4号線 | 降車人員 | 44,654 | 45,021 | 44,504 | 45,084 | 45,495 | 45,446 |        |        |        |        | [ 1 ] |
| 4号線 | 乗降人員 | 90,633 | 91,478 | 90,319 | 91,530 | 92,397 | 92,301 |        |        |        |        | [ 1 ] |

## 駅周辺
- 江北老人総合福祉館
- 江北区庁
- 京畿高速（朝鮮語版） 水踰里市外バス停留所（朝鮮語版） (KD 水踰里営業所)（東松（朝鮮語版）、瓦水里（朝鮮語版）行き）
- ソウル江北警察署
- 光山交差点
- 国民年金公団（朝鮮語版） 城北江北支社
- 大韓病院
- 道峰図書館（朝鮮語版）
- 都市人ビュッフェ 水踰店
- 北部市場
- 華渓寺
- 徳成女子大学校（朝鮮語版）
- 樊1洞住民センター
- 水踰3洞住民センター
- 水踰中央市場
- 水踰3洞郵便局
- 仁寿洞住民センター
- 4.19国立墓地
- 華渓寺（朝鮮語版）
- KRAプラザ（朝鮮語版） 城北支店
- ロプス（朝鮮語版） 水踰店

## 隣の駅
ソウル交通公社
 4号線
双門駅 (413) - 水踰駅 (414) - 弥阿駅 (415)